# Wimmerova kašna
Wimmerova kašna je klasicistní nemovitá památka a vodní zdroj v Praze na Starém Městě, uprostřed náměstí Uhelný trh v městské části Praha 1.

## Popis a význam

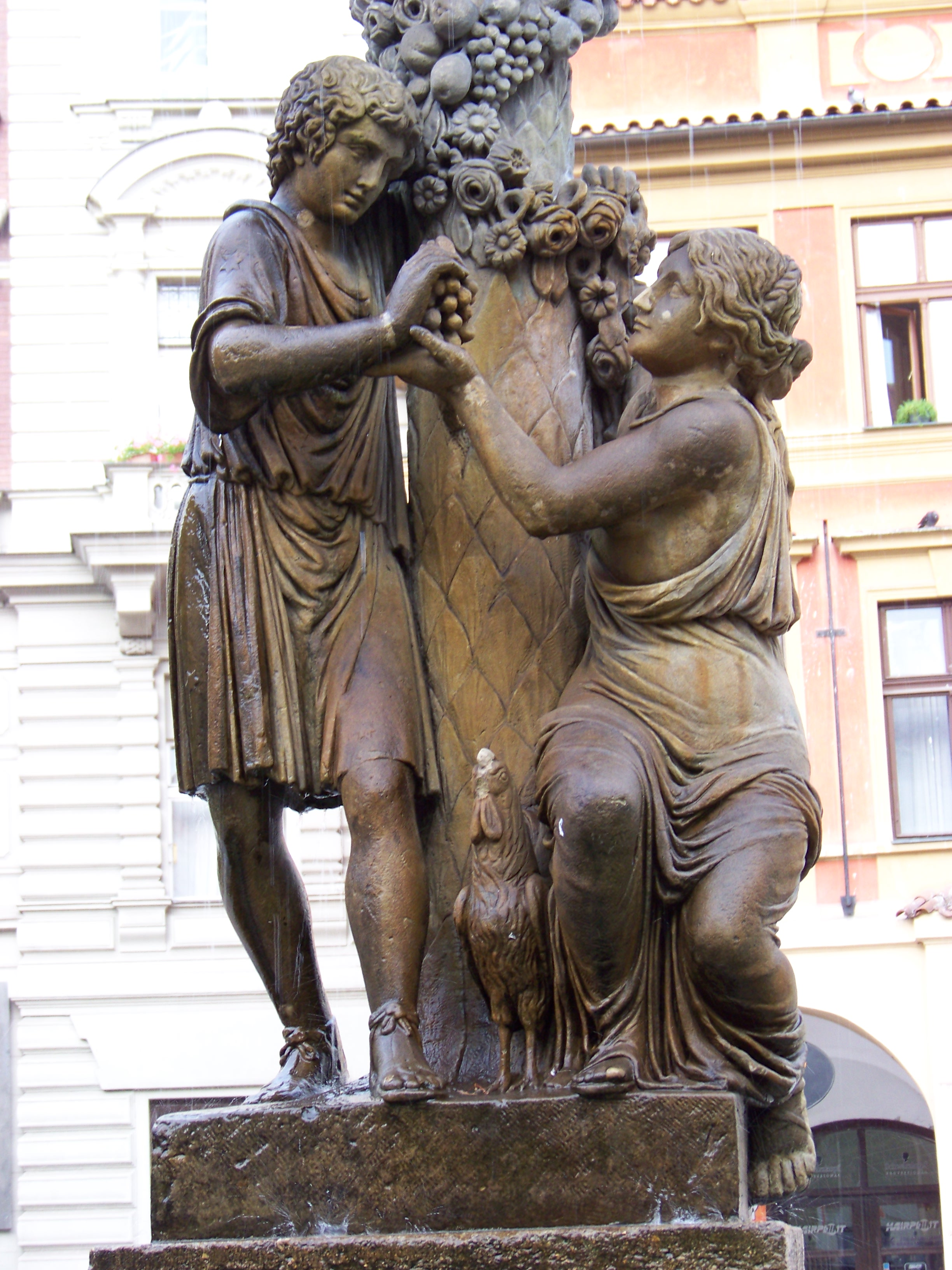
Detail sochařské výzdoby

Kašna je vytesaná z křemičitého šedého pískovce. Vodní nádrž má přibližně čtvercový půdorys o rozměrech 3 x 3 metry, s plasticky profilovanou zídkou poprsně a zaoblenými rohy. Střední sloup kašny je stylizovaný jako kmen palmy a obtočený ratolestí vinné révy. Vrcholek skulptury tvoří stojící postava vodního ptáka (patrně labutě), která ze vztyčeného zobáku tryská vodu vzhůru. Proud vody se otáčí a stéká mezi listy koruny palmy dolů po kmeni.
Význam sousoší bývá vykládán dvěma způsoby. Podle prvého výkladu představuje milence z biblické Písně písní, podle druhého je alegorií zemědělství nebo vinařství, případně sadařství, neboť stojící chlapec podává sedící dívce vinný hrozen, u nohou jim stojí kohout.

## Autor
Kašnu vytesal jeden z oblíbených pražských sochařů doby klasicismu František Xaver Lederer.

## Objednavatel
Mecenáš, původně kolář či koželuh Jakub Wimmer, zbohatl armádními zakázkami v době napoleonských válek, nechal tuto kašnu postavit před svým palácem na dnešní Národní třídě čp. 37/II, snad v roce 1797.

## Umístění

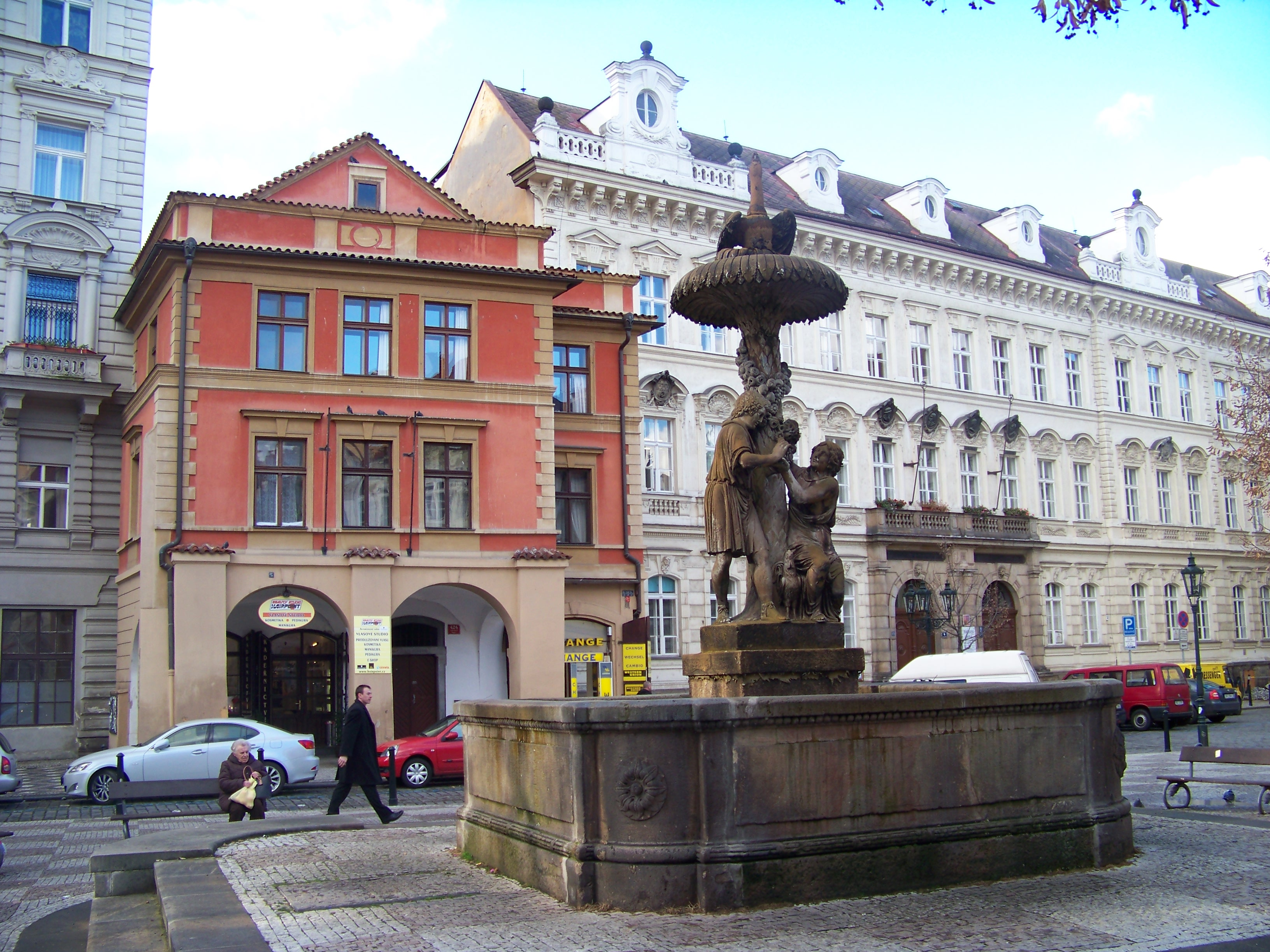
Celkový pohled

Kašna původně stála na pražském korzu v Nových alejích, tj. na dnešní Národní třídě, odkud byla z dopravních důvodů o několik metrů posunuta na Jugmannovo náměstí, kde ji nakreslil Vincenc Morstadt.
Odtud se později odstěhovala na Betlémské náměstí, kde stávala do roku 1882, kdy byla opět přestěhována do parku před pražským Hlavním nádražím do Vrchlického sadů. Teprve v roce 1951 v souvislosti s úpravou prostranství pro veřejné záchodky byla instalována na dnešní místo na Uhelném trhu, kde nahradila uhlířský domek a starší kamennou dvounádobovou kašnu, která zde stávala do roku 1894. Originál střední, sochařsky zpracované části kašny je umístěn v Lapidáriu Národního muzea (v 7. sále) na Výstavišti a na Uhelném trhu nahrazen kopií.
V letech 1989 až 1998 byla kašna úplně rozebrána a dočasně odstraněna, neboť překážela probíhající výstavbě podzemního kolektoru a po jeho dokončení vrácena na původní místo.

## Poškození
V roce 1974 sousoší poprvé vážně poškodili vandalové. Byli to opilí studenti pražského Gymnázia Budějovická, kteří na ně vylezli a část skulptury ulomili. Při opravě byla sochařská část původního díla nahrazena replikami, originál byl přenesen do lapidária.
Druhý vandalský útok se odehrál 19. března 2011, podnikl jej dvacetiletý syn pražského primátora a politika Pavla Béma Jáchym. Když vyšplhal na kašnu, její část se ulomila a pádem jej poranila tak, že přišel o ruku.